# Lente varifocal
Varifocal, em ótica, filmagem e fotografia é a qualidade de uma lente em possibilitar a mudança de foco de acordo com a distância.
A lente varifocal permite a ampliação de um objeto distante, sem perda de nitidez, no processo comumente denominado zoom.
As lentes varifocais diferem das parfocais, cujo foco já é determinado, e das chamadas progressivas.

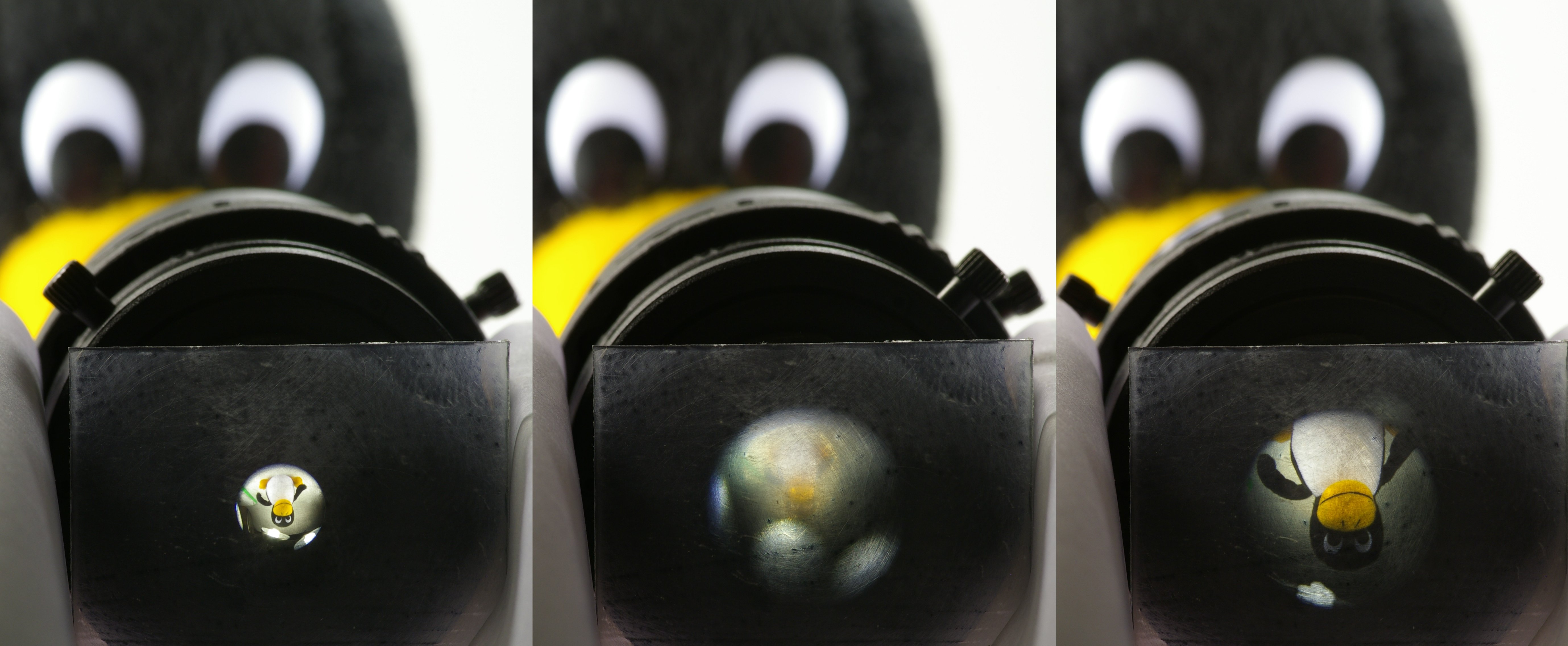
Uma lente varifocal. A imagem esquerda traz uma lente de 2.8mm, em foco. A imagem do meio é de 12mm com o foco ainda em 2.8mm. A imagem da direita traz o foco ajustado em 12mm. O botão "close" determina a distância focal, enquanto o pino da medida ajusta o foco.